# Brachysema oxylobioides
Brachysema oxylobioides är en ärtväxtart som beskrevs av George Bentham. Brachysema oxylobioides ingår i släktet Brachysema och familjen ärtväxter. Inga underarter finns listade i Catalogue of Life.